# Michèle Delaunay
Pour les articles homonymes, voir Delaunay.
Michèle Delaunay, née le 8 janvier 1947 à Clermont-Ferrand (Puy-de-Dôme), est une cancérologue et femme politique française, membre du Parti socialiste, élue députée de la 2e circonscription de Gironde le 17 juin 2007. Du 16 mai 2012 au 31 mars 2014, elle est ministre déléguée chargée des Personnes âgées et de l'Autonomie dans le gouvernement Ayrault.

## Biographie

### Origines, études et famille
Michèle Delaunay est la fille de Gabriel Delaunay (1907-1998), qui fut président du comité départemental de Libération (CDL) de la Gironde, directeur général de la RTF, préfet de la Gironde, préfet de la région Aquitaine (1958-1972) et conseiller d'État en service extraordinaire (1972-1975). Sa mère, Alice Delaunay (1910-2003), déléguée à l'Assemblée consultative provisoire qui siégea à Paris de novembre 1944 à août 1945, a été inspectrice générale de l'Éducation nationale.
Après des études de médecine[Où ?], Michèle Delaunay se spécialise en dermatologie. Ayant complété sa formation en passant des certificats de radiologie et d'oncologie, elle devient responsable de l'unité de dermatologie-cancérologie du CHU de Bordeaux.

### Vie privée
Le 30 novembre 2014, elle indique au journal Sud Ouest qu'elle envisage de transmettre son patrimoine à la République, via une fondation, à sa mort, précisant quelques jours plus tard : « ceci se fera à mon décès ou à son approche, ce que j'examine sans précipitation »,.
Elle est mariée à Klaus Fuchs, haut fonctionnaire européen (Conseil de l'Europe) aujourd'hui à la retraite.

## Parcours politique

### Responsabilités locales
Michèle Delaunay figure en deuxième position sur la liste emmenée par Gilles Savary aux élections municipales de 2001 à Bordeaux. À la suite de la réélection d'Alain Juppé au premier tour, elle entre dans l'opposition municipale.
En 2004, elle se présente aux élections cantonales face à Chantal Bourragué, députée de Bordeaux et conseillère générale sortante de l'UMP. Elle est élue, reprenant à la droite un canton detenu depuis 45 ans.
En novembre 2004, elle échoue de 566 voix lors de l'élection législative partielle contre Hugues Martin. Elle marque ainsi son implantation dans cette circonscription du centre de Bordeaux, surnommée «circonscription du maire »  pour avoir autrefois été réservée au maire afin de lui permettre d'obtenir sans risque un siège de député.
Lors des élections législatives de 2007, Michèle Delaunay est investie par le Parti socialiste pour affronter le ministre Alain Juppé dans la 2e circonscription de Gironde. En ballotage lors du premier tour avec 31,16 % des voix, elle le bat au second tour avec 50,93 % des voix (670 voix d'écart), entraînant indirectement la démission du numéro deux du gouvernement de l'époque.
Candidate à sa réélection lors des élections législatives de 2017, elle est éliminée dès le premier tour.

### Responsabilités ministérielles
Le 16 mai 2012, elle devient ministre déléguée chargée des Personnes âgées et de la Dépendance sous le gouvernement de Jean-Marc Ayrault. Elle obtient de changer le nom de son ministère en ministre déléguée aux Personnes âgées et à l'Autonomie.
Avec 5,4 millions d'euros déclarés à l'occasion de l'opération transparence du gouvernement, elle est, derrière Laurent Fabius, la ministre au patrimoine le plus important,.
Elle est chargée de la réforme de la dépendance, qui prendra la forme d'une loi d'orientation et de programmation (engageant le gouvernement jusque 2017). Le 27 novembre 2013, Michèle Delaunay annonce la refondation et l'amélioration de l'allocation personnalisée d'autonomie (APA) à compter du 1er janvier 2015. Jean-Marc Ayrault précise le lendemain que les aides techniques à domicile (déambulateur, lit médicalisé, etc.) seront développées, notamment grâce à une enveloppe de 645 millions d'euros, financée avec la contribution additionnelle de solidarité pour l'autonomie (Casa), que paient les retraités qui bénéficient d'un taux de CSG réduit.
Dans le même temps, Michèle Delaunay se déclare favorable à l'ouverture de maisons de retraite spécifiquement destinées à accueillir des personnes LGBT en leur portant une « attention particulière », tant que ces projets se feraient à l'initiative d'associations.
Michèle Delaunay n'est pas reconduite dans le gouvernement Manuel Valls et Laurence Rossignol lui succède.

### Responsabilités politiques et associatives
Michèle Delaunay devient adhérente du Parti socialiste en 2002.
En 2007, Michèle Delaunay est un des plus fervents soutiens de Ségolène Royal et a écrit la partie « santé » de son programme présidentiel.
Elle apporte son soutien à François Hollande à la primaire présidentielle socialiste de 2011.
Engagée dans la lutte contre le tabagisme, elle milite en faveur du paquet de cigarettes neutre proposé par le gouvernement dans le cadre de la loi de modernisation du système de santé en 2015. Elle devient présidente de l'Alliance contre le tabac en décembre 2015.
En février 2016, Michèle Delaunay est élue pour un premier mandat à la présidence du Conseil d'administration de l'Institut de santé publique, d'épidémiologie et du développement (ISPED) de Bordeaux.

## Synthèse des fonctions et mandats

### Au niveau local
- conseillère municipale de Bordeaux : 2001-2007 et depuis 2014
- conseillère générale du deuxième canton de Bordeaux en Gironde : mars 2004 - août 2012
  - présidente de la commission Politique de l'Âge

### À l'Assemblée nationale
- 20 juin 2007 - 16 juin 2012 : députée de la 2e circonscription de Gironde (élue face à Alain Juppé).
- 20 juin 2012 - 21 juillet 2012 : députée de la 2e circonscription de Gironde.
- 2 mai 2014 - 20 juin 2017 : députée de la 2e circonscription de Gironde.

## Ouvrages
- L'ambiguïté est le dernier plaisir, éditions Actes Sud
- La Ronde droite, éditions Gallimard
- Jardins de Bordeaux, en collaboration avec M.-C Leng, éditions Fanlac
- L'Éphémérité durable du blog, livre + DVD, 2007, éditions Le Bord de l'eau
- Le fabuleux destin des baby-boomers, éditions Plon

## Décoration
- Chevalier de la Légion d'honneur (14 juillet 2018)[15]